# Austroneurorthus horstaspoecki
Austroneurorthus horstaspoecki là một loài côn trùng trong họ Nevrorthidae thuộc bộ Neuroptera. Loài này được U. Aspöck miêu tả năm 2004.